# Thần kinh quay
Thần kinh quay (tiếng Anh: radial nerve; tiếng Pháp: le nerf radial) là dây thần kinh ở người, chi phối phần sau chi trên. Thần kinh chi phối đầu trong và đầu ngoài của cơ tam đầu cánh tay, tất cả 12 cơ ở ô cẳng tay sau, các khớp liên quan và da bao phủ.
Thần kinh bắt nguồn từ đám rối thần kinh cánh tay, mang các sợi rễ bụng của C5, C6, C7, C8 & T1.
Thần kinh quay và các nhánh chi phối vận động cho các cơ ở cánh tay (cơ tam đầu cánh tay và cơ khuỷu) và các duỗi ngoài của cổ tay và bàn tay; nó cũng chi phối cảm giác bì cho hầu hết mặt sau của bàn tay, ngoại trừ mặt sau ngón tay út và một nửa ngón tay liền kề (do thần kinh trụ chi phối).
Thần kinh quay phân chia thành một nhánh sâu, trở thành thần kinh gian cốt sau cánh tay và một nhánh nông, đi vào chi phối mặt sau bàn tay (mặt mu tay).

## Cấu trúc

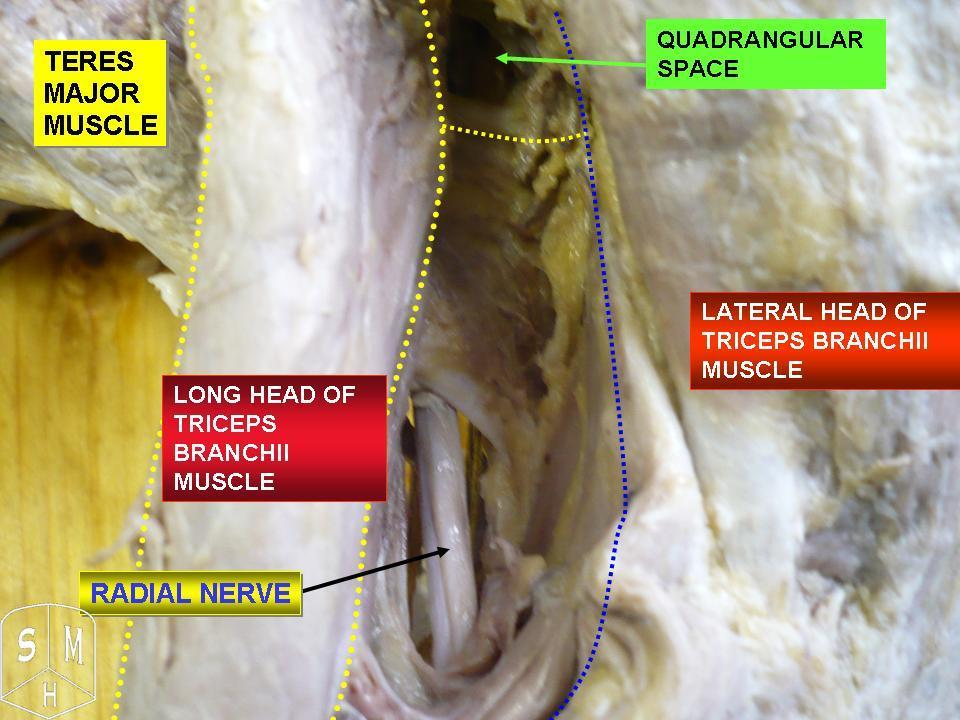
Thần kinh quay ở nách phải, nhìn từ phía sau

Thần kinh quay là nhánh cuối của bó sau đám rối thần kinh cánh tay. Nó đi qua cánh tay, ban đầu ở ô cánh tay sau sau đó đến ô cánh tay trước, và tiếp tục ở ô cẳng tay sau.

### Cánh tay
Thần kinh quay bắt nguồn từ bó sau của đám rối cánh tay, nhận các sợi C5-C8 và T1. Từ đám rối cánh tay, thần kinh di chuyển phía sau 1/3 cuối của động mạch nách (đoạn động mạch nách ở phía xa so với cơ ngực bé). Trong cánh tay, thần chạy phía sau động mạch cánh tay, đi vào tam giác cánh tay tam đầu đến rãnh thần kinh quay ở mặt sau 1/3 giữa xương cánh tay. Thần kinh cùng với động mạch cánh tay sâu chạy xuống dưới, giữa đầu ngoài và đầu trong của cơ tam đầu cánh tay cho đến mặt ngoài cánh tay, cách 5 cm về phía dưới lồi củ delta, nơi nó chọc qua vách gian cơ ngoài lên ô cánh tay trước. Sau đó, thần kinh đi xuống qua mỏm trên lồi cầu ngoài xương cánh tay. Thần kinh phân nhánh thành nhánh nông và sâu, tiếp tục qua hố trụ vào cẳng tay.
Thần kinh quay cho nhánh cơ, chi phối vận động đầu dài, đầu trung gian và đầu bên của cơ tam đầu, khi thần kinh đi qua rãnh thần kinh quay. Sau khi đi qua rãnh thần kinh quay, thần kinh cung cấp cho cơ cánh tay, cơ cánh tay quay và cơ duỗi cổ tay quay dài.
Phía trên rãnh thần kinh quay, thần kinh quay tách thần kinh bì cánh tay sau cung cấp cảm giác da ở phía sau cánh tay. Trong rãnh thần kinh quay, thần kinh tách thần kinh bì cánh tay ngoài và thần kinh bì cẳng tay sau. Thần kinh quay cho các nhánh chi phối khớp khuỷu tay.

### Cẳng tay và bàn tay
Ở cẳng tay, thần kinh quay chia thành nhánh nông (chủ yếu là cảm giác) và nhánh sâu (chủ yếu là vận động).
- Nhánh nông của thần kinh quay được phân tách ở động mạch quay tại 1/3 trên cẳng tay, liên quan chặt chẽ với động mạch quay ở 1/3 giữa của cẳng tay. Ở 1/3 dưới cẳng tay, nó nằm dưới gân cơ cánh tay quay. Thần kinh bắt chéo cơ này để vào phía sau cẳng tay, gần mặt mu cổ tay. Thần kinh cho cảm giác ở mu bàn tay, mặt sau ngón cái, ngón trỏ, ngón giữa và mặt ngoài ngón nhẫn (trừ nền móng ngón nhẫn), nhờ các nhánh thần kinh ngón riêng của thần kinh giữa.[1]
- Nhánh sâu của thần kinh quay (một số tác giả gọi là thần kinh gian cốt cẳng tay sau [2][3]) xuyên qua cơ ngửa, đi quanh xương quay, dưới cơ ngửa để đến mặt sau cẳng tay. Thần kinh một lần nữa xuyên qua cơ ngửa. Nó xuyên qua các các cơ duỗi ở sau và nằm giữa lớp cơ nông và lớp cơ sâu của mặt sau cẳng tay. Ở bờ dưới của cơ duỗi ngón tay cái ngắn, nó đi sâu vào cơ duỗi ngón tay cái dài và sau đó chạy qua màng gian cốt. Nó tiếp tục di chuyển cùng với động mạch gian cốt cẳng tay sau (một nhánh sâu của động mạch gian cốt cẳng tay chung, một nhánh của động mạch trụ), và kết thúc dưới dạng giả hạch thần kinh, nằm ở bên dưới mạc gân duỗi, chi phối cổ tay và khớp gian cổ tay.

### Biến thể
Người ta thường cho rằng thần kinh quay chi phối vận động đầu dài cơ tam đầu. Tuy nhiên, một nghiên cứu 20 tử thi được thực hiện vào năm 2004 phát hiện ra rằng thần kinh nách mới chi phối đầu dài của cơ tam đầu mà không có bất kỳ sự chi phối nào từ thần kinh quay.

## Chức năng
Sau đây là các nhánh của thần kinh quay (bao gồm nhánh nông của thần kinh quay và nhánh sâu của thần kinh quay / dây thần kinh gian cốt sau).

### Cảm giác bì

Cảm giác bì chi trên bên phải. Thần kinh quay chi phối vùng có màu hồng.

Cảm giác bì do các nhánh thần kinh sau:
- Thần kinh bì cánh tay sau (bắt nguồn ở đoạn nách)
- Thần kinh bì cánh tay ngoài dưới (bắt nguồn ở cánh tay)
- Thần kinh bì cẳng tay sau(bắt nguồn ở cánh tay)

Nhánh nông của thần kinh quay chi phối cảm giác cho phần lớn mu bàn tay, da giữa ngón cái và ngón trỏ.

### Chi phối vận động
Nhánh bên của thần kinh quay:
- Cơ tam đầu cánh tay
- Cơ khuỷu
- Cơ cánh tay quay
- Cơ duỗi cổ tay quay dài

Nhánh sâu của thần kinh quay:
- Cơ duỗi cổ tay quay ngắn
- Cơ ngửa

Thần kinh gian cốt cẳng tay sau:
- Cơ duỗi các ngón tay chung
- Cơ duỗi ngón tay út riêng
- Cơ duỗi cổ tay trụ
- Cơ giạng ngón tay cái dài
- Cơ duỗi ngón tay cái ngắn
- Cơ duỗi ngón tay cái dài
- Cơ duỗi ngón tay trỏ riêng

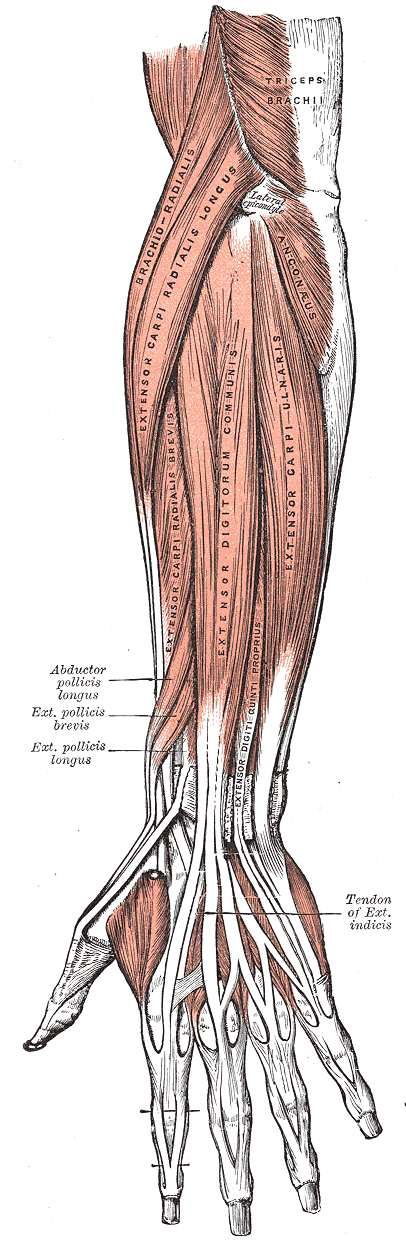
Cơ của cẳng tay sau.

Thần kinh quay (và nhánh sâu) chi phối vận động cho các cơ ở ô cánh tay sau và ô cẳng tay sau.

## Ý nghĩa lâm sàng

### Chấn thương
Tổn thương thần kinh quay ở các mức khác nhau gây ra ít nhiều các biểu hiện khác nhau: liệt cơ duỗi cẳng tay, liện các cơ duỗi và ngửa bàn tay, ngón tay; bàn tay bị kéo rủ xuống hình cổ cò, còn gọi là bàn tay rơi.